# Ossi Blomqvist
Ossian Olavi „Ossi“ Blomqvist (* 12. Mai 1908 in Helsinki; † 3. Oktober 1955 ebenda) war ein finnischer Eisschnellläufer.

## Werdegang
Blomqvist, der für den Helsingin Luistelijat startete, wurde im Jahr 1926 finnischer Juniorenmeister und lief im folgenden Jahr bei der Mehrkampf-Europameisterschaft in Stockholm auf den neunten Platz. Bei der finnischen Meisterschaft 1927 und 1928 errang er jeweils den zweiten Platz. Bei seiner ersten Olympiateilnahme im Februar 1928 in St. Moritz lief er auf den zehnten Platz über 5000 m. In den Jahren 1929 und 1930 wurde er finnischer Meister und belegte im Winter 1930/31 bei der Mehrkampf-Weltmeisterschaft in Helsinki den siebten Platz und holte bei der Mehrkampf-Europameisterschaft in Stockholm die Silbermedaille. Im folgenden Jahr gewann er bei der Mehrkampf-Europameisterschaft in Davos erneut die Silbermedaille und kam bei der Mehrkampf-Weltmeisterschaft in Lake Placid auf den fünften Platz. Beim Saisonhöhepunkt, den Olympischen Winterspielen in Lake Placid, war er Flaggenträger bei der Eröffnungsfeier und nahm an den Wettbewerben über 1500 m, 5000 m und 10.000 m teil, schied aber bei allen drei Läufen in der ersten Runde aus. In der Saison 1932/33 belegte er bei der Mehrkampf-Weltmeisterschaft 1933 in Oslo den 12. Platz und bei der finnischen Meisterschaft den dritten Rang. Nach Platz sieben bei der Mehrkampf-Weltmeisterschaft 1936 in Davos in der Saison 1935/36 kam er bei den Olympischen Winterspielen 1936 in Garmisch-Partenkirchen auf den 19. Platz über 500 m, auf den neunten Rang über 1500 m, auf den sechsten Platz über 5000 m sowie auf den fünften Platz über 10.000 m. Es folgte in Helsinki der dritte Meistertitel bei finnischen Meisterschaften. Im folgenden Jahr errang er bei der Mehrkampf-Weltmeisterschaft in Oslo den 11. Platz und bei der finnischen Meisterschaft den dritten Platz. Bei den Olympischen Winterspielen 1948 in St. Moritz war er im Eisschnelllauf als Wettkampfrichter tätig.

## Persönliche Bestleistungen
| Disziplin | Zeit        | Datum           | Ort                    |
| --------- | ----------- | --------------- | ---------------------- |
| 500 m     | 45,0 s      | 13. Januar 1931 | St. Moritz             |
| 1000 m    | 1:42,0 min  | 17. Januar 1931 | Engelberg              |
| 1500 m    | 2:22,8 min  | 9. Januar 1932  | Davos                  |
| 5000 m    | 8:36,6 min  | 6. Februar 1936 | Garmisch-Partenkirchen |
| 10.000 m  | 17:42,4 min | 6. Februar 1936 | Garmisch-Partenkirchen |